# Augustín Malár
Augustín Malár (Reitern, 1894. július 18. – Sachsenhausen, 1945. február 15.?) szlovák katona, katonai vezető a második világháború alatt.

## Élete
Augustín Malár 1894-ben született Reiternben, az Osztrák–Magyar Monarchia területén. Iskoláit Sopronban és Prágában végezte.
Az első világháború idején Oroszországban csatlakozott a szerveződő Csehszlovák Légióhoz, ahol századosként szolgált. Harcolt a Magyarországi Tanácsköztársaság ellen is. Az új csehszlovák hadsereg tisztje, egészen Csehszlovákia 1938-as felosztásáig, ekkor a szlovák hadsereghez került, ahol már tábornoknak léptették elő. A magyar–szlovák kis háborúban ő vezette a magyarok ellen harcoló szlovák csapatokat. Malár volt a szlovák hadsereg egyik legképzettebb tisztje, és beosztottai is tisztelték. 1939-ben megkapta a német Vaskeresztet a lengyelországi beavatkozás után. 1942-ben az Oroszországban harcoló Szlovák gyorshadtest parancsnoka és e minőségében kapta meg 1942. január 23-án a Vaskereszt Lovagkeresztjét. 1942 és 1944 között katonai attasé Rómában, Budapesten, majd Berlinben.
A szlovák nemzeti felkelés kezdetén rádiónyilatkozatban szólította fel a felkelőket, hogy térjenek vissza laktanyáikba. A németek ennek ellenére a felkelés előkészítésének vádjával letartóztatták, és a sachsenhauseni koncentrációs táborba szállították. A rákövetkező évben, 1945-ben halt meg a táborban.